# Andreas Knudsen
Andreas "Annan" Knudsen (Drammen, Buskerud, 23 de novembre de 1883 - Oslo, 11 de febrer de 1982) va ser un remer i regatista noruec que va competir a començaments del segle xx.
El 1908 va disputar la prova del vuit amb timoner del programa de rem dels Jocs Olímpics de Londres. Quedà eliminat en sèries.
Dotze anys més tard, el 1920, va prendre part en els Jocs d'Anvers, on va guanyar la medalla de plata en els 6 metres (1907 rating) del programa de vela, a bord del Marmi II, junt a Einar Torgensen i Leif Erichsen.